# Trommelpfeife
Die Trommelpfeife, auch Querpfeife oder Trommelflöte, ist eine klappenlose Piccoloflöte, die der Tradition der Spielleute und des Militärs entstammt und auf die Schwegel zurückgeht. Ursprünglich bestand die Trommelpfeife aus Holz, heute überwiegend aus Metall. Die Mundlochplatte ähnelt derjenigen der Querflöte bzw. Piccoloflöte, besteht jedoch aus Kunststoff. Trommelpfeifen waren seit dem 15. Jahrhundert bevorzugtes Instrument der Spielleute und hatten zunächst sechs Grifflöcher. Im 19. Jahrhundert kam ein siebtes Griffloch hinzu, und die ursprünglich zylindrische Bohrung wurde durch eine konische ersetzt.

## Spielweise und Tonumfang
Trommelpfeifen werden ähnlich angeblasen wie Piccoloflöten. Die Griffweise ähnelt jedoch mehr der Blockflöte. Im Gegensatz zu letzterer werden die verschiedenen Oktaven jedoch vor allem durch eine Änderung des Luftstromes (schärferes bzw. sanfteres Anblasen) gespielt, während die Griffe für entsprechende Töne in den ersten beiden Oktaven weitgehend identisch sind, in der dritten Oktave gibt es viele Gabelgriffe. Das Instrument erreicht eine ähnlich durchdringende Lautstärke wie die Piccoloflöte, was dem Einsatz im Freien und dem Zusammenwirken mit den Trommeln entgegenkommt. Das Instrument ist schwer zu erlernen, da man mit hohem Luftdruck und sehr präzisem Ansatz auf einem kleinen Mundstück spielen muss. Die Intonation ist stark abhängig vom Luftdruck und schwer auszugleichen.
Trommelpfeifen haben einen Tonumfang von drei Oktaven und klingen eine Oktave höher als die gewöhnliche Querflöten. Die Instrumente sind traditionell in B gestimmt, in einigen Gegenden hat sich allerdings die Ces-Stimmung durchgesetzt. Neben der Stimmlage Sopran gibt es aber auch Ausführungen in den Lagen Alt, Tenor und Diskant. Sie werden heute vorwiegend von Spielmannszügen eingesetzt.